# طبقه زارعین

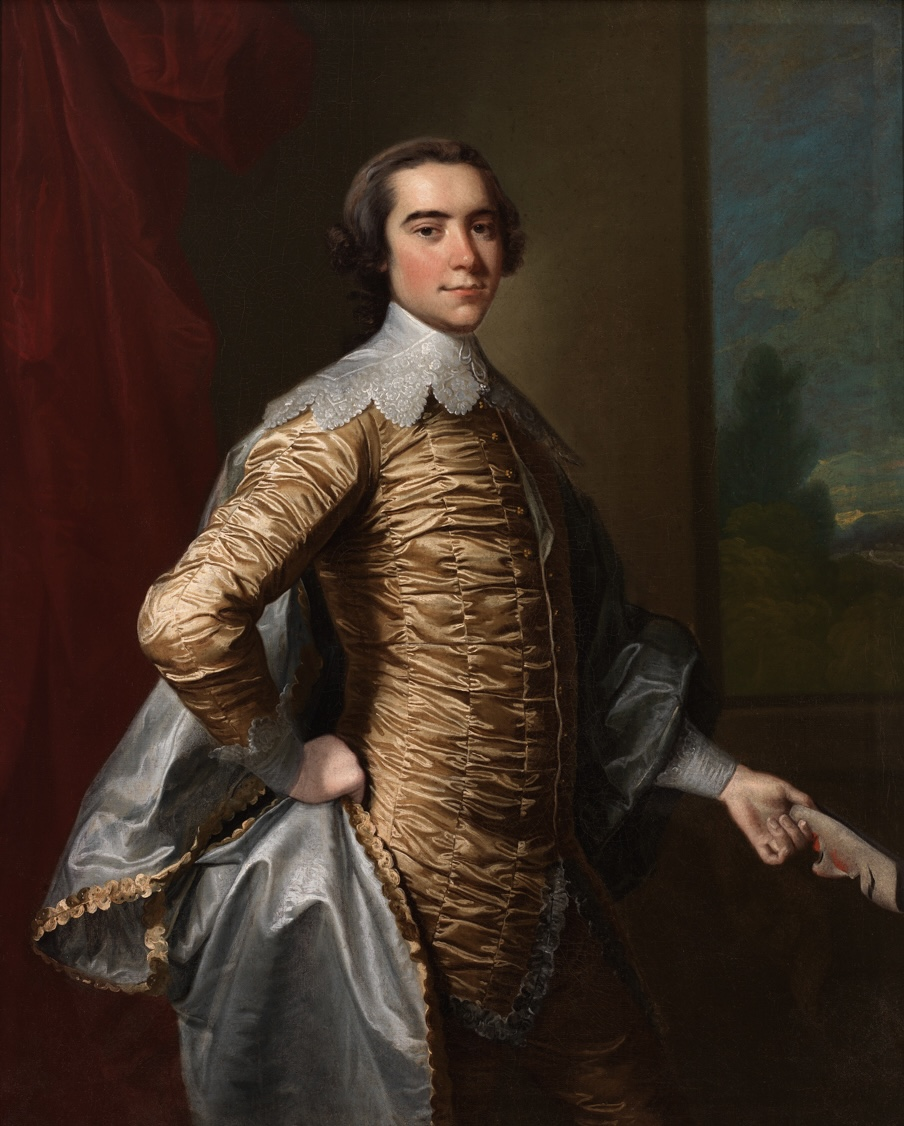
رابرت کارتر سوم اهل نومینی هال، توماس هادسون (حدود ۱۷۵۳ میلادی)

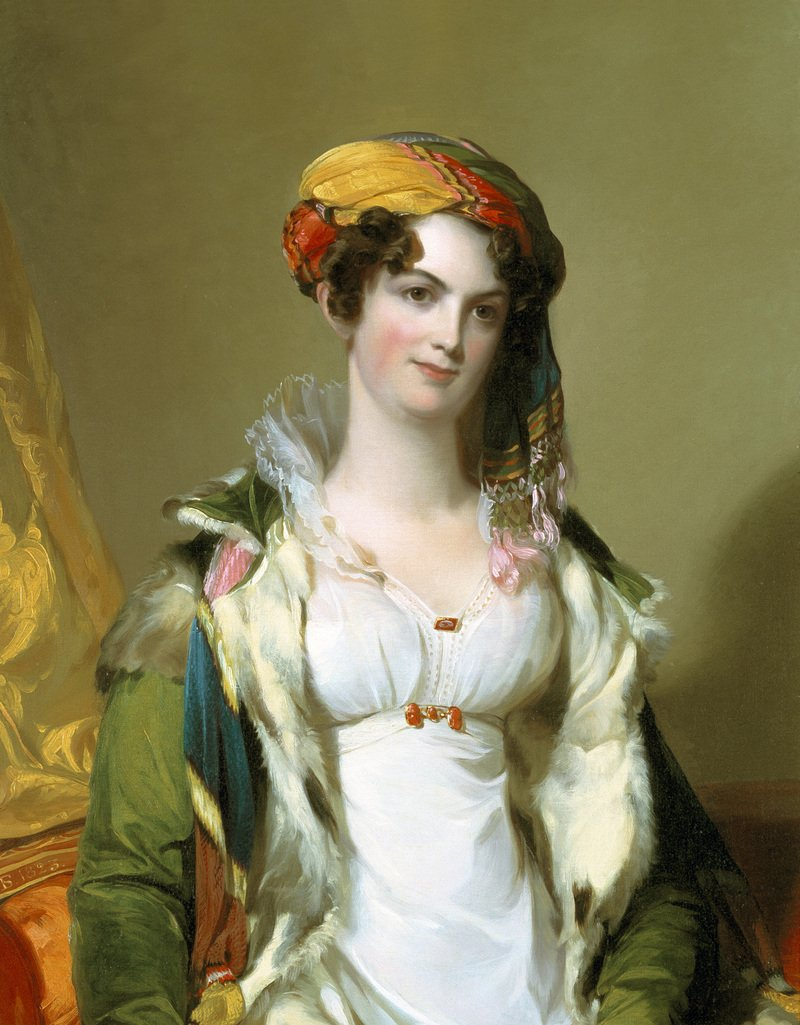
سارا رییو لادسون، دختر آمریکایی انقلابی، سیاستمدار و زارع، یعنی جیمز لادسون؛ او «از نظر بصری یادآور آن دست از زنان برده‌ای بود که در دامان ایشان پرورش یافته بود».

طبقه زارعین (Planter Class)، که در همان زمان در ایالات متحده به عنوان اشراف جنوبی نیز شناخته می‌شوند، یک کاست نژادی و اجتماعی-اقتصادی از جامعه پان-آمریکایی بودند که بر بازارهای کشاورزی قرن ۱۷ و ۱۸ میلادی تسلط داشتند. تجارت برده اقیانوس اطلس به کشاورزان اجازه می‌داد تا به کار برده‌های ارزان قیمت آفریقایی برای کاشت و برداشت محصولاتی مانند تنباکو، پنبه، ایندیگو، قهوه، چای، کاکائو، نیشکر، سیسال، دانه‌های روغنی، نخل روغنی، کنف، درختان لاستیک و میوه‌ها دسترسی داشته باشند. زارعین بخشی از اشراف آمریکایی محسوب می‌شدند.
در جنوب ایالات متحده، زارعین فرهنگ متمایزی را حفظ کردند که مشخصه شباهت آن به آداب و رسوم اشراف و اعیان بریتانیایی بود که بسیاری از زارعین با آن‌ها مرتبط بودند. این فرهنگ بر دلیری، جوان‌مردی و مهمان‌نوازی تأکید داشت. فرهنگ جنوب ایالات متحده، با اشراف زمین‌دارش، به‌طور مشخص با مناطق شمال خط میسون-دیکسون و غرب آپالاچی‌ها متفاوت بود. مناطق شمالی و غربی با زمین‌های کوچک مشخص می‌شد که توسط کشاورزان یومن بدون نیروی کاری بردگان کار می‌کردند.
پس از جنگ داخلی آمریکا (۱۸۶۱–۱۸۶۵)، از آنجاییکه آفریقایی‌های برده آزاد شدند، ثروت بسیاری از طبقه اجتماعی به شدت کاهش یافت. پس از رهایی، بسیاری از مزارع با آزادگان آفریقایی که به عنوان کشاورز در همان زمینی که قبل از جنگ به عنوان برده کار می‌کردند، به کشتزار مشترک تبدیل شدند. در طول عصر طلاکاری، بسیاری از مزارع که دیگر به هدف عملیات کشاورزی قابل دوام نبودند، توسط صنعت‌گران ثروت‌مند شمال به عنوان خلوت‌گاه شکار خریداری شدند. بعدها برخی از مزارع به موزیم تبدیل شدند که اغلب در فهرست ملی اماکن تاریخی ثبت گردیده‌اند.
زارعین در سراسر مستعمرات اروپایی آمریکای شمالی و جنوبی و وست‌اندیز پرکار بودند. اعضای این طبقه مستعمره نشینان رابرت «کینگ» کارتر، ویلیام برد از وستور، بسیاری از امضاکنندگان اعلامیه استقلال از جمله بنجامین هریسون پنجم، توماس نلسون جونیور، جورج وایت، کارتر براکستون و ریچارد هنری لی، بنیان‌گذاران، جورج واشینگتن، توماس جفرسون، جیمز مدیسون و جیمز مونرو، رئیس‌جمهور کنفدراسیون جفرسون دیویس، جنرال کنفدراسیون رابرت ای لی، مری چسنات، والکور ایم، سالی وارد و اسکارلت اوهارا خیالی از فیلم بر باد رفته (۱۹۳۹) را شامل می‌شود.

## تاریخچه

### پس زمینه
جست‌وجوی طلا و نقره موضوعی ثابت در توسعه خارج از کشور بود، اما خواسته‌های اروپایی دیگری نیز وجود داشت که دنیای جدید نیز می‌توانست آن‌ها را برآورده کند که به مشارکت فزاینده آن در اقتصاد جهانی تحت سلطه غرب کمک کرد. در حالی که به نظر می‌رسید آمریکای اسپانیایی رویاهای ثروت معدنی را برآورده می‌کند، برازیل در سال ۱۵۳۲ میلادی به اولین مستعمره مزرعه بزرگ تبدیل شد که برای تولید محصولات گرم‌سیری، بوره، با تقاضای زیاد و عرضه کم در اروپا سازمان‌دهی شد. سایر قدرت‌های بزرگ اروپای غربی به زودی امیدوار بودند که مستعمره‌های سودآور خود را ایجاد کنند. اروپایی‌های که از ساختارهای اجتماعی سفت و سخت فئودالیسم مأیوس شده بودند، با ارائه فرصت‌های جدید، به سرزمین‌های بکر و فراوان مرزهای استعماری مهاجرت کردند.
با ورود به اواخر قرن شانزدهم و اوایل قرن هفدهم، مهاجران در سواحل روستایی دست نخورده و متخاصم فرود آمدند. زارعین اولیه ابتدا به‌عنوان کشاورزان مستعمرهٔ شروع به کار کردند که نیازهای سکونت‌گاه‌های محاصره شده توسط قحطی، بیماری و حملات قبیلهٔ را تأمین می‌کردند. بومیان آمریکایی که با مستعمره نشینان دوست بودند، به آن‌ها یاد دادند که گونه‌های گیاهی بومی، از جمله تنباکو، بوره و میوه‌ها را پرورش دهند که در عرض یک قرن، خود به یک صنعت جهانی تبدیل می‌شود که تجارت برده چند ملیتی را تأمین می‌کند. سیاست استعماری تحت سلطه مالکان ثروت‌مند نجیب و علاقه‌مند به توسعه تجاری قرار گرفت.
در تلاش برای کاهش بار مالی جنگ‌های قاره‌ی، دولت‌های اروپایی شروع به ایجاد سیستم‌های بازنشستگی زمینی کردند که به موجب آن به یک سرباز، معمولاً یک افسر که خدماتی را ارائه کرده بود، زمینی در مستعمرات اعطا می‌شد. این امر به متخصصان نظامی انگیزه داد تا در قاره آمریکا مستقر شوند و در نتیجه به دفاع استعماری در برابر استعمارگران خارجی و بومیان متخاصم کمک کنند.

### ظهور زارعین
جان رولف، مهاجری از جیمزتاون، اولین مستعمره‌نشینی بود که تنباکو را در آمریکای شمالی کشت کرد. او با دانه‌های تنباکوی که از سفر قبلی به ترینیداد تهیه شده بود، وارد ویرجینیا شد و در سال ۱۶۱۲ میلادی، محصول افتتاحیه‌اش را برای فروش در مارک اروپایی برداشت کرد، در قرن هفدهم، منطقه خلیج چساپیک برای کشت تنباکو بسیار مناسب بود. کشتی‌ها سالانه ۱٫۵ میلیون پوند (۶۸۰۰۰۰ کیلوگرم) تنباکو را تا دهه ۱۶۳۰ میلادی و حدود ۴۰ میلیون پوند (۱۸ میلیون کیلوگرم) تا پایان قرن به خلیج می‌بردند. کارخانجات تنباکو کار خود را با وام‌هایی از لندن تأمین مالی کردند. هنگامی که قیمت تنباکو در دهه ۱۷۵۰ میلادی به شدت کاهش یافت، بسیاری از مزارع نتوانستند از نظر مالی توانمند باقی بمانند. در تلاشی برای مبارزه با مشکلات مالی، زارعین تلاش کردند تا حاصل‌دهی محصولات را افزایش دهند یا بنابر کاهش مواد مغذی خاک، به کشت محصولات دیگری مانند پنبه یا گندم پرداختند.
در سال ۱۷۲۰ میلادی، قهوه برای اولین بار توسط افسر نیروی دریایی فرانسوی گابریل دو کلیو به وست‌اندیز معرفی شد، کسی که یک نهال گیاه قهوه را از باغ گیاه‌شناسی سلطنتی پاریس تهیه کرده و به مارتینیک منتقل نمود. او آن را در دامنه کوه پله پیوند زد و توانست اولین محصول خود را در سال ۱۷۲۶ میلادی یا اندکی پس از آن برداشت کند. در طی ۵۰ سال، ۱۸۰۰۰ درخت قهوه در مارتینیک وجود داشت که باعث گسترش کشت قهوه در سنت-دومینگ، اسپانیای جدید و سایر جزایر کارائیب شد. قلمرو فرانسوی Saint-Domingue در سال ۱۷۳۴ میلادی کشت قهوه را آغاز کرد و تا سال ۱۷۸۸ توانست نیمی از بازار جهانی را تأمین کند. مزارع استعماری فرانسه به شدت به کارگران برده آفریقایی متکی بودند. اما شرایط سختی که بردگان در مزارع قهوه تحمل می‌کردند، انقلاب هائیتی را سرعت بخشید. قهوه تأثیر زیادی بر جغرافیای آمریکای لاتین از خود به‌جا گذاشت.

### انقلاب و الغای برده داری
در طول قرن هجدهم، عصر روشن‌گری بر دنیای اندیشه‌ها در اروپا مسلط شد. فیلسوفان، از جمله مونتسکیو در روح القوانین (The Spirit of the Laws) (سال ۱۷۴۸ میلادی) و دنیس دیدرو در دایرة المعارف Encyclopedie، شروع به نوشتن جزوه‌های علیه برده‌داری و توجیهات اخلاقی و اقتصادی آن کردند. قوانین حاکم بر برده‌داری در وست اندیز فرانسه، کد نوآر (Code Noir) لوئی چهاردهم، حقوق بی‌نظیری را به بردگان برای ازدواج، گردهم آیی عمومی و پرهیز از کار در روزهای یکشنبه اعطا کرد. این قانون اربابان برده را از شکنجه یا جداکردن بردگان از خانواده های‌شان منع کرد. اگر چه مجازات بدنی مجاز بود، اما اربابانی که برده‌های خود را می‌کشتند یا بردهٔ را به‌صورت کاذب به جرمی متهم می‌کردند و برده را به مرگ می‌دادند، جریمه می‌شدند. اربابان آشکارا و پیوسته این قانون را شکسته و قوانین محلی را تصویب کردند که مواد نامطلوب آن را به نفع خود برگردانند.

## کتابشناسی
- Arthur, Stanley Clisby (1931). Old Families of Louisiana. New Orleans: Harmanson.
- Brandt, Allan (2007). The Cigarette Century: The Rise, Fall, and Deadly Persistence of the Product That Defined America. New York: Basic Books. ISBN 978-0-465-07047-3.
- Dunn, Richard S. (1972). Sugar and Slaves: The Rise of the Planter Class in the English West Indies, 1624–1713. Chapel Hill: University of North Carolina Press. ISBN 978-1-4696-0042-0.
- Laborie, P. J. (1798). The Coffee Planter of Saint Domingo. London: Printed for T. Cadell & W. Davies.